# Cuba le canta a Serrat
Cuba le canta a Serrat es un proyecto discográfico de homenaje de los músicos cubanos al cantautor Joan Manuel Serrat, discos editados por la compañía discográfica Discmedi.
La primera edición con un doble disco se edita en 2005, en una edición posterior incluiría un documental en DVD con imágenes de los músicos que cantan a Serrat y de escenas de Cuba. Cuba le canta a Serrat fue nominado a los Grammy Latinos como mejor Álbum tropical contemporáneo en la edición de 2005.
Tras el éxito de la primera edición y ante las peticiones de otros músicos cubanos por hacer su homenaje a Serrat, la discográfica proyecta una segunda parte que se edita en 2007, en ese mismo año se edita una edición conjunta de los cuatro discos incluyendo el DVD documental.

## Cuba le canta a Serrat. Volumen 1 (2005)
CD 1 
- 01 Pancho Amat y el Cabildo del Son – Tarrés
- 02 Omara Portuondo – Por dignidad
- 03 Orquesta Aragón – No hago otra cosa que pensar en ti
- 04 Grupo Compay Segundo – Como un gorrión
- 05 Vania – Toca madera
- 06 Ibrahim Ferrer – Te guste o no
- 07 Silvio Rodríguez – Menos tu vientre
- 08 Aceituna sin hueso – Para la libertad
- 09 Haila – Lucía
- 10 David Calzado y su Charanga Habanera – Señora
- 11 Frank Fernández – Mediterráneo

CD 2 
- 01 Pablo Milanés – Mensaje de amor de curso legal
- 02 Chucho Valdés – Paraules d'amor
- 03 Pupy y los que Son Son - La mujer que yo quiero
- 04 Trio Taicuba (con Tata Güines) – Cantares
- 05 Somos Amigos – Aquellas pequeñas cosas
- 06 Pío Leyva – Me gusta todo de ti (pero tú no)
- 07 Leyanis López - Tu nombre me sabe a yerba
- 08 Familia Valera Miranda – Hoy puede ser un gran día
- 09 David Álvarez y Juego de Manos – Desamor
- 10 Bamboleo – Penélope

## Cuba le canta a Serrat. Volumen 2 (2007)
CD 1
- 1. Aguaje Ramos, Cachaíto López y Guajiro Mirabal de Buena Vista Social Club y Manuel Galván Torralba - De cartón piedra
- 2. Osdalgia Lesmes - Bien aventurados
- 3. Buena Fe - Disculpe el señor
- 4. Carlos Varela - Cada loco con su tema
- 5. Grupo Polo Montañez - Querida
- 6. Orquesta Femenina Anacaona - Esos locos bajitos
- 7. José Luis Cortés y NG La Banda - Para vivir
- 8. Tata Güines y Coco Freeman - Qué va a ser de ti
- 9. Liuba María Hevia - Paraules d'amor
- 10. Tres de La Habana y su grupo - Mírame y no me toques
- 11. Orquesta Manolito Simonet y su trabuco - Mi niñez
- 12. Los Van Van - Si la muerte pisa mi huerto

CD2
- 1. Santiago Feliú - Mediterráneo
- 2. Síntesis - Nanas de la cebolla
- 3. Equis Alfonso - La saeta
- 4. Pollito Ibáñez - Sombras de la China
- 5. Septeto Nacional Ignacio Piñeiro - Vagabundear
- 6. Orquesta Adalberto Álvarez y su Son - De vez en cuando la vida
- 7. Lissy Álvarez - Secreta mujer
- 8. Amaury Pérez - Es caprichoso el azar
- 9. Barbarito Torres y su piquete cubano - Habanera
- 10. Charanga Latina - Para piel de manzana
- 11. Grupo Sierra Maestra - No me importa
- 12. José María Vitier - Y el amor